# Popillia piattellai
Popillia piattellai är en skalbaggsart som beskrevs av Guido Sabatinelli 1994. Popillia piattellai ingår i släktet Popillia och familjen Rutelidae. Inga underarter finns listade i Catalogue of Life.